# Municipio de Pike (condado de Stark)
El municipio de Pike (en inglés: Pike Township) es un municipio ubicado en el condado de Stark en el estado estadounidense de Ohio. En el año 2010 tenía una población de 3961 habitantes y una densidad poblacional de 48,02 personas por km².

## Geografía
El municipio de Pike se encuentra ubicado en las coordenadas 40°41′14″N 81°22′27″O / 40.68722, -81.37417. Según la Oficina del Censo de los Estados Unidos, el municipio tiene una superficie total de 82.48 km², de la cual 82,34 km² corresponden a tierra firme y (0,18 %) 0,15 km² es agua.

## Demografía
Según el censo de 2010, había 3961 personas residiendo en el municipio de Pike. La densidad de población era de 48,02 hab./km². De los 3961 habitantes, el municipio de Pike estaba compuesto por el 98,49 % blancos, el 0,38 % eran afroamericanos, el 0,15 % eran amerindios, el 0,08 % eran de otras razas y el 0,91 % eran de una mezcla de razas. Del total de la población el 0,61 % eran hispanos o latinos de cualquier raza.